# Тіуші (Моргауський район)
Ті́уші (рос. Тиуши, чув. Тивĕш) — присілок у Чувашії Російської Федерації, у складі Шатьмапосинського сільського поселення Моргауського району.
Населення — 224 особи (2010; 224 в 2002, 252 в 1979; 491 в 1939, 526 в 1926, 517 в 1906, 292 в 1858). Національний склад — чуваші, росіяни.

## Історія
Утворилось як околоток присілку Басаєва (Шор-Босай). До 1866 року селяни мали статус державних, займались землеробством, тваринництвом. Діяла церква Святого Гурія Казанського Чудотворця (1910–1935, відповідно статус села мав у 1910-1937 роках). 1 жовтня 1892 року відкрито школу грамоти, 1899 року — парафіяльна школа. 1929 року створено колгосп «Червоний трактор». До 1927 року присілок перебував у складі Чувасько-Сорминської волості Ядрінського повіту. 1927 року присілок переданий до складу Аліковського району, 1935 року — до складу Ішлейського, 1944 — до складу Моргауського, 1959 року — повернутий до складу Аліковського, 1962 року — до складу Чебоксарського, 1964 року — повернутий до складу Моргауського району.

## Господарство
У присілку діють дитячий садок, фельдшерсько-акушерський пункт, бібліотека, клуб, стадіон, магазин.